# Mouvement de libération caraïbe d'Antigua
Le Mouvement de libération caraïbe d'Antigua ((en) : Antigua Caribbean Liberation Movement) est un parti politique antiguais fondé en 1968 qui fusionne avec le Mouvement travailliste progressiste et le Parti démocratique national unifié pour former le Parti progressiste unifié. Il défendait une idéologie socialiste et pan-africaniste inspirée par C.L.R. James.

## Historique
L'ACLM est fondé en 1968 par Tim Hector, un des responsables du Mouvement travailliste progressiste, qui voulait mener une opposition beaucoup plus résolue au pouvoir de Vere Bird et du Parti travailliste d'Antigua. Le parti développait une vision pan-caribéenne de son action et eu des contacts avec le Parti communiste de Cuba comme avec le New Jewel Movement. Il publiait le journal The Outlet. Son meilleur succès électoral fut lorsqu'un de ses candidats obtint 485 voix lors des élections législatives de 1989, sans pour autant être élu. En 1992, il fusionne avec le Mouvement travailliste progressiste et le Parti démocratique national unifié pour former le Parti progressiste unifié.